# Belisario Grave de Peralta
Belisario Grave de Peralta y Zayas-Bazán (Holguín, Cuba, 16 de abril de 1841-Honduras, 1880) fue un militar cubano del siglo XIX. Su hermano mayor, Julio Grave de Peralta, fue Mayor general del Ejército Libertador de Cuba.

## Orígenes y primeros años
Belisario Grave de Peralta y Zayas-Bazán nació en una familia de elevada posición social en la ciudad de Holguín, en el nororiente de Cuba, el 16 de abril de 1841.
Hijo de José Grave de Peralta y Rafaela de Zayas-Bazán, ambos de familia ilustre. Su hermano mayor, Belisario, nació siete años antes, en 1834.
Los hermanos Grave de Peralta pronto se dieron a conocer por su participación en conspiraciones independentistas, que pretendían separar a Cuba de España.

## Guerra de los Diez Años
Tras el Grito de Yara, dado por Carlos Manuel de Céspedes, el 10 de octubre de 1868 y el estallido de la Guerra de los Diez Años (1868-1878), comenzaron a ocurrir diversos alzamientos en Cuba, principalmente en el Oriente y el Centro.
Los Hermanos Grave de Peralta, se levantaron en armas en Guayacán del Naranjo, el 14 de octubre de 1868.  Estaban al mando de 120 hombres aproximadamente. Luego de un corto descanso de las tropas en una finca, partieron a tomar la ciudad de Holguín, cosa que no lograron.
Belisario siempre se mantuvo al lado de su hermano Julio, que fue nombrado Mayor general del Ejército Libertador de Cuba y comandaba las tropas de su región natal durante los primeros años de la guerra.
Sin embargo, el gobierno de la República de Cuba en Armas, presidido por Céspedes, decidió enviar al Mayor general Julio Grave de Peralta al extranjero, con la misión de regresar lo más pronto posible con una fuerte expedición armada, que trajera armas y, sobre todo, municiones, muy necesarias en ese momento crítico de la guerra. Al regresar en junio de 1872 fue sorprendido por fuerzas enemigas y murió en combate.
Ante la partida de su hermano mayor, Belisario se quedó en Cuba, combatiendo bajo las órdenes de distintos generales, entre ellos, Máximo Gómez, Calixto García, Modesto Díaz y Vicente García González.
Tras haberse firmado el Pacto del Zanjón, el 10 de febrero de 1878, que ponía fin a la guerra, sin reconocer la independencia de Cuba, muchos patriotas mambises cubanos se agruparon junto a la figura del Mayor general Antonio Maceo para protestar en Baraguá. Belisario Grave de Peralta fue uno de esos oficiales que apoyaron la protesta.
Belisario dirigió una de las últimas fuerzas mambisas que depusieron las armas en el Norte del Oriente de Cuba en 1878.

## Guerra Chiquita, prisión y muerte en el exilio
Poco después, tras finalizar la guerra, administró una finca, propiedad de su sobrino Perfecto Lacoste.
Pronto, se involucró en los preparativos de la próxima guerra de independencia cubana: La Guerra Chiquita (1879-1880). Esta guerra duró poco y, tras capitular, el Brigadier Belisario Grave de Peralta fue enviado por las autoridades españolas a las prisiones de Mahón.
Falleció exiliado en Honduras en fecha desconocida, probablemente en algún momento de la década de 1880.